# Fluo Grand Est
Pour les articles homonymes, voir Fluo.
Fluo Grand Est est le réseau de transports en commun de la région Grand Est. Lancé en 2019, il réunit les anciens réseaux de transports routiers interurbains des dix départements de la région, ainsi que le réseau TER, sous une même identité.

## Historique
Le 1er septembre 2017, dans le cadre de la loi NOTRe qui transfère des départements aux régions l'organisation des transports interurbains réguliers et scolaires, la région Grand Est récupère de facto le statut d'autorité organisatrice de la mobilité aux différents départements de la région. 
En 2019, les dix réseaux interurbains de cars et les trois réseaux ferroviaires sont intégrés à la marque Fluo Grand Est. Les anciens réseaux sont :
Alsace :
- Réseau 67 (Bas-Rhin)
- Lignes de Haute-Alsace (Haut-Rhin)
- TER Alsace

Champagne-Ardenne :
- Réseau du département de l'Aube
- Réseau du département des Ardennes
- Marne Mobilité (Marne)
- Réseau du département de la Haute-Marne
- TransChampagneArdenne

Lorraine :
- Transport en Département (Meurthe-et-Moselle)
- Transports de la Meuse (Meuse)
- Transport interurbain des Mosellans (Moselle)
- Livo (Vosges)
- Métrolor

La région lance la plateforme fluo.eu qui intègre un calculateur de trajets, compilant les informations de tous les anciens réseaux.
Outre l'unification, une nouvelle identité visuelle commune est progressivement apposée sur les matériels au fil des acquisitions et des rénovations.

## Réseau routier
Le réseau d'autocars Fluo Grand Est reprend l'organisation départementale de la région. Il est composé de circuits scolaires, de services de transport à la demande et de lignes interurbaines qui desservent également les départements et pays frontaliers. Des navettes à destination des gares de Meuse TGV et de Lorraine TGV existent également.

### Meurthe-et-Moselle
Le réseau Fluo Grand Est 54 est également composé du service de transport à la demande TediBus géré par les intercommunalités et de circuits scolaires.

### Meuse
Le réseau Fluo Grand Est 55 est composé de 7 lignes régulières interurbaines, 3 navettes à destination de la gare de Meuse TGV, 13 navettes à la demande et 321 circuits de transport scolaire.

### Moselle

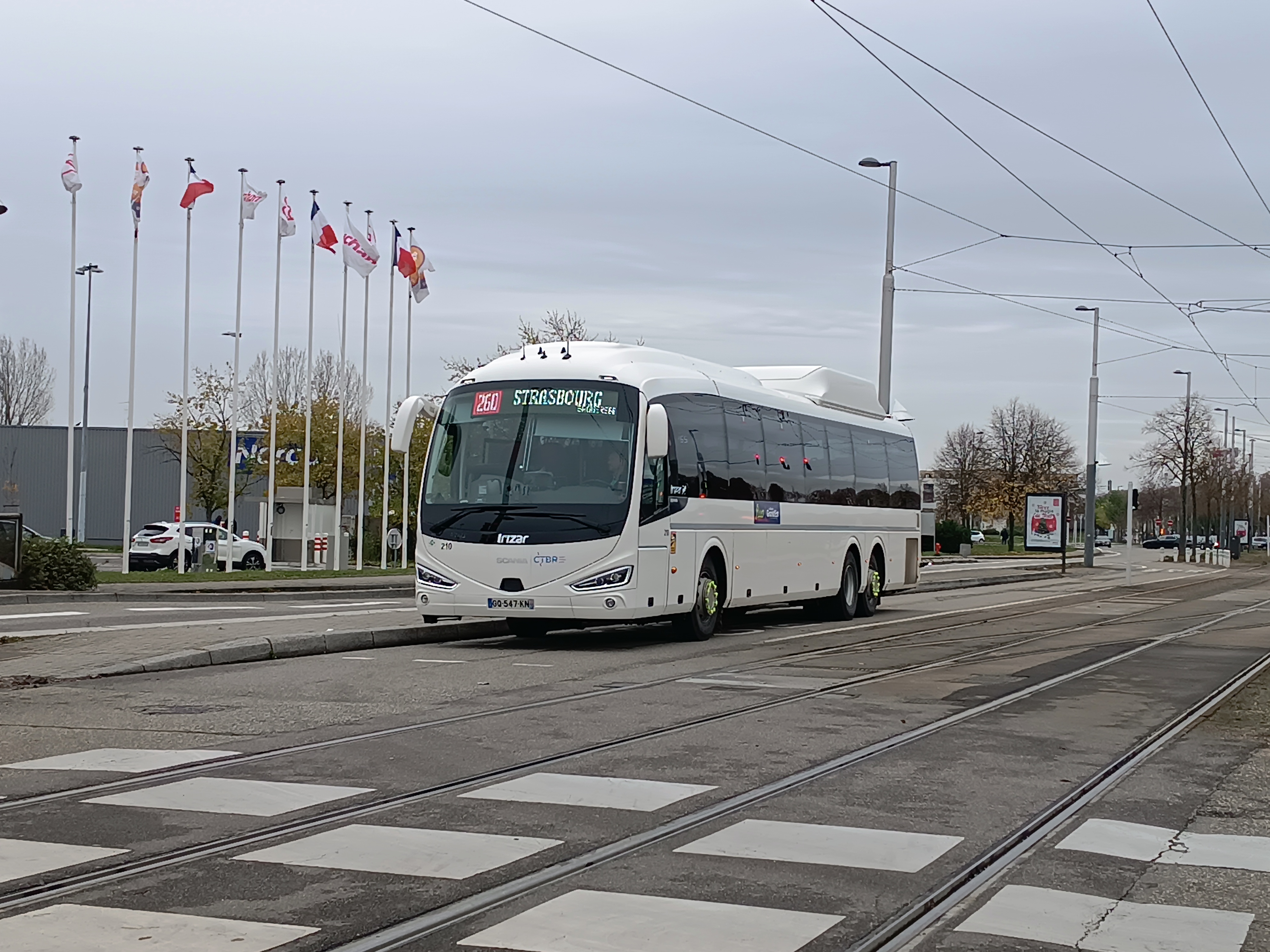
Autocar de la CTBR sur des lignes Fluo Grand Est au départ de Strasbourg

Le réseau Fluo Grand Est 57 est composé de 92 lignes régulières interurbaines et de circuits scolaires.

### Bas-Rhin
Le réseau Fluo Grand Est 67 est composé de 45 lignes régulières interurbaines, 6 lignes touristiques / transfrontalières et de circuits scolaires.

### Haut-Rhin
Le réseau Fluo Grand Est 68 est composé de 26 lignes régulières interurbaines, 6 lignes touristiques / transfrontalières et 240 circuits de transport scolaire.